# Distretto di Quanshan
Il distretto di Quanshan (泉山区S, Quánshān QūP) è un distretto della Cina, situato nella provincia di Jiangsu e amministrato dalla prefettura di Xuzhou.